# Eulalia Guzmán Barrón
Eulalia Guzmán Barrón (San Pedro Piedra Gorda, Cuauhtémoc, Zacatecas, 12 de febrero de 1890 - Ciudad de México, 1 de enero de 1985) fue una maestra y arqueóloga mexicana. Dedicó parte de su actividad profesional a impulsar la educación de las mujeres, en especial de las trabajadoras y de las clases sociales más desfavorecidas.

## Trayectoria

### Carrera magisterial y activismo político
Eulalia Guzmán Barrón nació en la localidad zacatecana de San Pedro Piedra Gorda el 12 de febrero de 1890. En 1898, su familia se trasladó a la Ciudad de México, con el fin de apoyar el desarrollo profesional de Eulalia y sus hermanos. Ya en la capital, ingresó a la carrera magisterial a los 14 años y se graduó de la Escuela Nacional de Maestros en 1910. 
Comenzó su activismo político durante sus años de formación. Organizó en 1906 junto a Hermila Galindo, Luz Vera y Laura N. Torres la agrupación "Admiradoras de Juárez", con el fin de realizar actividades a favor del sufragio femenino en México. Más tarde, se mostró favorable a la campaña antirreeleccionista de Francisco I. Madero y realizó actividades en apoyo al movimiento de Emiliano Zapata. En 1919, se incorporó al "Grupo Anáhuac de AMORC", la primera organización rosacruz fundada en México, donde entró en contacto con personajes como Jesús Silva Herzog y Diego Rivera.
Entre 1910 y 1920 Eulalia Guzmán se dedicó al ejercicio del magisterio, empezando como maestra de geografía en una escuela comercial y luego en la Escuela Normal para Señoritas. Durante esta etapa comenzó una serie de viajes al extranjero bajo comisión federal que repercutieron en su formación profesional e intelectual: En 1914, recorrió los Estados Unidos para estudiar nuevos métodos pedagógicos y, más tarde, asistió al Primer Congreso Panamericano de Mujeres en Baltimore (1922) y al Segundo Congreso Internacional de Educación Moral y Enseñanza de la Historia en Ginebra. A su regreso, accedió a la jefatura del Departamento de Alfabetización durante el período de José Vasconcelos en la Secretaría de Educación Pública y, como becaria de la Fundación Alexander von Humboldt, recorrió Berlín y Jena, donde realizó estudios de especialidad en ciencias de la educación.
De vuelta en México, continuó ejerciendo puestos en la administración pública: primero como inspectora de escuelas primarias en la capital, luego como jefa del Departamento de Enseñanza Primaria y Normal y como catedrática en la Escuela Nacional de Maestros. Hacia finales de los años 1920, ingresó como estudiante de posgrado a la Facultad de Filosofía y Letras de la Universidad Nacional de México, donde organizó con otras estudiantes, entre ellas Rosario Castellanos y Amalia Castillo Ledón, un grupo reconocido por la Federación Internacional de Mujeres Universitarias. Finalmente, obtuvo el grado de maestría en filosofía en 1932 con una tesis titulada Carácteres esenciales del arte antiguo de México.

### Arqueología
Aunque Eulalia Guzmán tuvo sus primeros contactos con la arqueología y la antropología en un curso impartido por Franz Boas en el Museo Nacional de México durante 1913.Tras su regreso a México en 1930 y su tránsito por la Universidad Nacional Autónoma de México (UNAM), comenzó a desarrollarse completamente en esta área. En este sentido, la experiencia universitaria le resultó ampliamente productiva: por un lado, su tesis apareció publicada en la Revista de la Universidad de México; por otro, entabló una estrecha amistad con Alfonso Caso, quien la invitó a participar como asistente en las exploraciones que desarrollaba en el sitio de Monte Albán, Oaxaca junto al arqueólgo Juan Valenzuela, siendo ambos pieza clave en el descubrimiento de la famosa Tumba n°7 en 1932. Pocos años después, en 1934, fue designada jefa del Departamento de Arqueología del Museo Nacional de México y en los años siguientes se dedicó a la exploración arqueológica de la Mixteca Alta, Chiapas y el sitio de Chacaltzingo, Morelos. Hacia finales de la década de 1930, cruzó de nuevo el Atlántico, ahora con el objetivo de localizar documentos e informaciones relativas al periodo prehispánico y colonial de México en distintos archivos de Europa.

### Los restos de Cuauhtémoc
En 1949, se dio a conocer que en el pueblo de Ixcateopan, Guerrero, se habían encontrado los restos óseos del emperador Cuauhtémoc.En 1949, Eulalia Guzmán lideró los trabajos de excavación bajo las instrucciones del arquitecto Ignacio Marquina, director del INAH, y concluyó que los restos encontrados debajo de la iglesia Nuestra Señora de Asunción pertenecían a Cuauhtémoc. Tras notar a través de fotografías que no se había realizado con las técnicas adecuadas, el INAH nombró una comisión para revisar los resultados y dio pie a la controversia de duda de si los restos eran auténticos o no. La Secretaría de Educación pública dejó "abierta" la investigación al no encontrar elementos tangibles para declarar la veracidad de los datos.

## Reconocimientos
- En 1976, la avenida donde se encontraba su domicilio (hoy un tramo del Eje 2 Norte de la Ciudad de México) recibió el nombre de "Av. Profesora Eulalia Guzmán" en su honor. [4][6]

- Fue nombrada por José Vasconcelos jefa del primer Departamento de Alfabetización del país, en 1922 y fue su directora entre 1923 y 1924.

## Publicaciones selectas

### Libros
- Guzmán, Eulalia (1923). La escuela nueva o de la acción. México: Secretaría de Educación Pública.
- Guzmán, Eulalia (1941). Lo que vi y oí. México: Tipografía SAG.
- Guzmán, Eulalia (1958). Moctezuma Xocoyotzin. Memorias  de  fray  Bartolomé  de  las  Casas (1475-1566). México: Ediciones del Movimiento de Liberación Nacional.
- Guzmán, Eulalia (1958). Relaciones de Hernán Cortés a Carlos V sobre la invasión de Anáhuac. México: Libros Anáhuac.
- Guzmán, Eulalia (1964). Manuscritos sobre México en archivos de Italia. Colección de Materiales para la Historiografía de México (1). México: Sociedad Mexicana de Geografía y Estadística.
- Guzmán, Eulalia (1989). Una visión crítica de la historia de la Conquista de México-Tenochtitlan. Etnología. Serie Antropológica (97). México: Instituto de Investigaciones Antropológicas, Universidad Nacional Autónoma de México.
- Guzmán, Eulalia (2019). Relaciones de Hernan Cortés a Carlos V sobre la invasión de Anáhuac, aclaraciones y rectificaciones por la profesora Eulalia Guzmán tomo 1. Texto «ubicacion? México]]» ignorado (ayuda); Texto «edutoral?[[Fue editado por el Instituto Nacional de Estudios

Históricos de las Revoluciones de México]]» ignorado (ayuda)